# یویبراتو موکهرجی
یویبراتو موکهرجی (انگلیسی: Joybrato Mukherjee؛ زادهٔ ۲۹ سپتامبر ۱۹۷۳) استاد دانشگاه اهل آلمان است. وی رئیس دانشگاه گیسن است.